# Sjöröveri

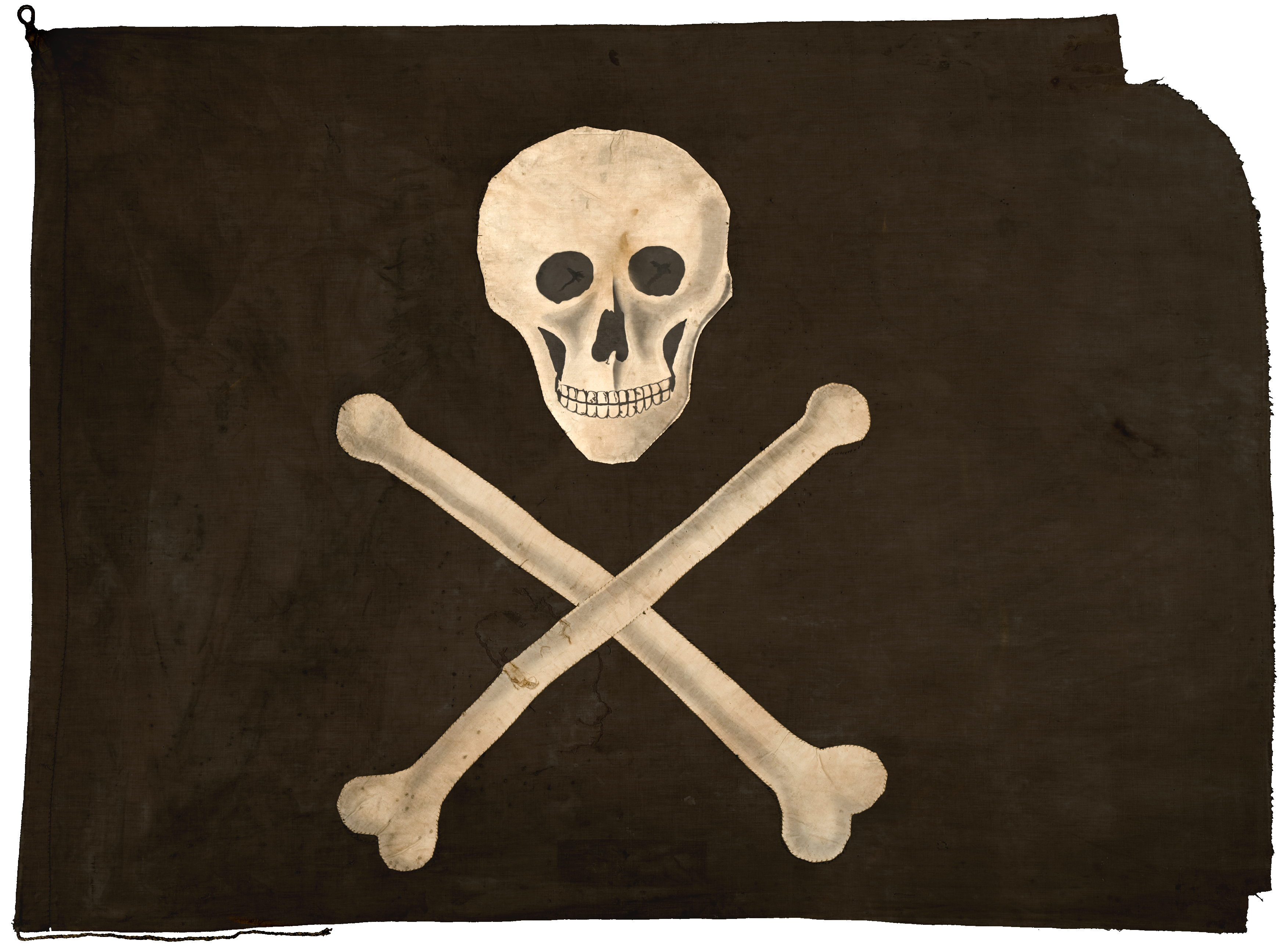
Sjöröveriets traditionella flaggfärg utgörs sedan 1700-talet av ett dödens motiv på svart fält, kallad sjörövarflagga, dödskalleflagga eller svart flagg, i modern tid även Jolly Roger (engelska för ”Glade Råger”), vilket tolkats som dödskallens flin och dess koppling till döden eller djävulen, vilket i engelskan har noanamnet Roger.

Sjöröveri (röveri till sjöss) är överfall på främst handelsfartyg i syfte att kapa och plundra dem, alternativt, särskilt i äldre tider, sjölandsatta plundringsräder via kusten eller vattendrag, och har bedrivits så länge människor har färdats på haven. Det finns även sanktionerat sjöröveri kallat kapningsverksamhet.
Den som bedriver sjöröveri kallas sjörövare eller pirat, bådadera uppkomna i de europeiska språken omkring 1400-talet (pirat i svenskan sedan 1600-talet). Tidigare användes bland annat begreppet viking i de väst- och nordeuropeiska språken.
Sjöröveri förekommer idag bland annat i Guineabukten, utanför Somalia och i Malackasundet.

## Etymologi och betydelse
Begreppet sjörövare (därtill sjöröveri) är belagt i svenskan sedan 1430-talet i Själens tröst (Siælinna thrøst), då som fornsvenska: siorøvare (jämför medellågtyska: sērȫver) och avser helt enkelt röveri till eller från sjöss.
Begreppet pirat är belagt i svenskan sedan 1644 och kommer av det latinska ordet pirata, möjligen via franskan som pirate, vilket härstammar från det forngrekiska ordet peiratís (πειρατής) i samma betydelse (ungefär "angripare" i direktöversättning), som i sig från peiráō (πειράω) som betyder "angriper", "försöker", "riskerar" och är rotbesläktat med fara. En av de äldsta definitionerna av ordet pirat, pirate, som förekommer i engelska lexikon fastslår att ordet är identiskt med "ett slags skepp".
Ordet pirat har också fått moderna betydelser i det att det även exempelvis kan åsyfta personer som illegalt kopierar och distribuerar varor av olika slag (t.ex. hårdvara, mjukvara, etc), så kallat piratkopiering. I samma veva används stundom begreppet kapare för de som utför piratkopiering av rättfärdiga skäl, till exempel att kopiera och distribuera övergivna eller ej tillgängliga varor (t.ex. abandonware), illegalt ladda ner mjukvara de tidigare redan köpt eller för att testa mjukvaran i syfte att sedan köpa den legalt.

En tydlig åtskillnad mellan att under vissa perioder vara sjörövare och under andra perioder vara handlande köpman, görs i ett utdrag ur Egil Skallagrimssons saga om Bjørn Farmann ("Björn Brynjolfsson"):
| ” | Fornnordiska: "Bjørn var farmaður mikill, var stundum í víking, en stundum í kaupferðum" Nusvenska: "Björn var stor farman, tidtals var han i viking (på sjörövafärd), tidtals på köpfärder." | „ |

## Kaparverksamhet
Kaparverksamhet eller kaperi är sanktionerat sjöröveri utfärdat av regeringar i krigstid till utvalda sjöbesättningar, vilket innebär att de fritt kan kapa och plundra skepp tillhörande fienden helt lagligt. Sanktionerna utfärdades genom så kallade kaparbrev och de som bedrev kaparverksamhet kallas kapare eller fribrytare (engelska: freebooter).
Sedan 1856 är kaparverksamhet förbjuden enligt internationell rätt.

## Sjöröveriets historia

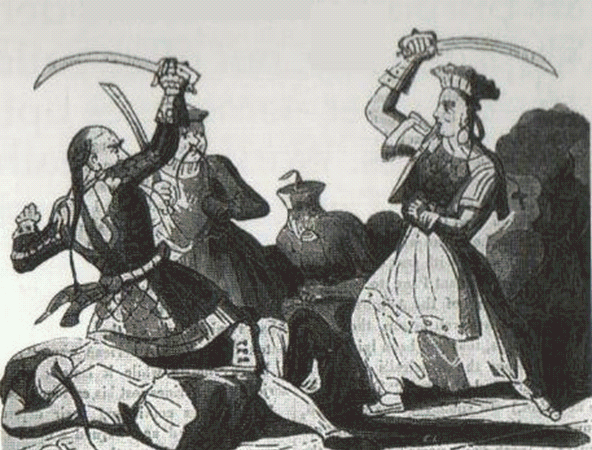
Ching Shih, anses ha varit den mäktigaste och mest framgångsrika piraten i världshistorien.

### Från sjöröveriets begynnelse
Antikens europeiska storkulturer växte fram runt Medelhavet på grund av handelsvägarna. Fenicierna grundade den första handelsstormakten i Medelhavet; baserad på kolonisering, utforskning och handel i regionen. Feniciska fartyg tog sig ut ur Medelhavet genom Gibraltar sund och besökte till och med England (de kan även ha rest ännu längre norrut också och söderut längs Afrikas kust). Feniciernas oskyddade handel blev genast föremål för sjörövare; landsstråtrövare gick helt enkelt till sjöss, eftersom det var långt enklare och lönsammare att tillskansa sig rikedomar längs de rika handelsvägarna till havs. Piratexpeditioner utgick från Grekland och sjörövarna hade en god bas i Kilikien.
Det gryende romerska riket hade våldsamma problem med sjöröveri. Romarna hade ingen stående flotta för patrullering och skydd av kusterna, så piraterna tog sig stora friheter. De plundrade till och med fartyg utanför imperiets huvudstad Rom. En vanlig berättelse från antiken är hur Julius Caesar i sin ungdom togs fången av ett gäng pirater och utlämnade honom först efter att han erlagt lösesumma. År 69–66 f.Kr. utrustade Pompejus en expedition till Kilikien och gjorde slut på sjöröveriet som plågat Medelhavet i århundraden.
Sjöröveriet på Medelhavet tilltog allteftersom det romerska riket förföll, men i århundraden efter dess fall, låg sjöröveriet också på ett minimum. Detta eftersom handeln på Medelhavet inte längre var stor och omfattande och det helt enkelt inte fanns någon marknad för sjöröveri.
Medeltida sjöröveri förekom i de europeiska farvattnen, och termen viking användes i flera västeuropeiska språk som översättning av latinets pirate från mitten av medeltiden till cirka 1400-talet. Historiska museet skriver på sin temawebb om vikingar: Ordet viking finns på några få runstenar från perioden och verkar oftast betyda ungefär ”sjörövare”. Det var alltså inte namnet på ett folk eller en grupp. De allra flesta människor kallade sig inte så, utan levde ett fredligt jordbrukarliv.  I den nordtyska handelsalliansen Hansans fotspår följde också rikligt sjöröveri på Östersjön. De mest kända sjörövarna från denna tid var vitalianerna, ledda av Klaus Störtebeker, och som fick hansestäderna att utrusta en expedition för att fånga honom.
I Östersjön på 1500-talet fanns det svenska, danska och tyska pirater. En ledare var den danska amiralen Søren Norby som var baserad i Visby, då dansk. Han hade en egen piratflotta och tog både svenska och tyska fartyg. Han stödde kungen av Danmark Kristian II:s krig mot Lübeck och Sverige 1517–1520.

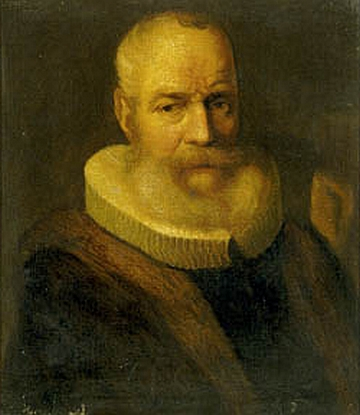
Søren Norby, dansk amiral och ledare av en egen flotta som härjade i Östersjön..

### Barbareskpiraterna

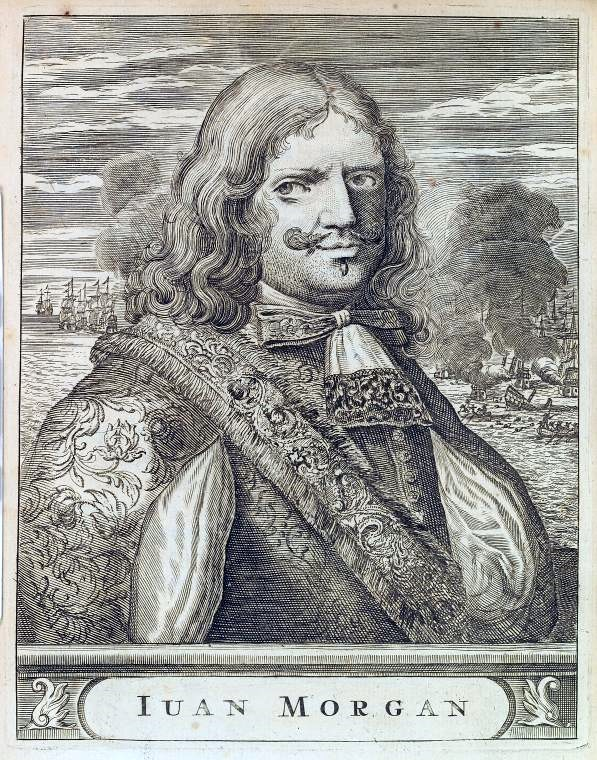
Sir Henry Morgan är en av de mest kända sjörövarna i historien.

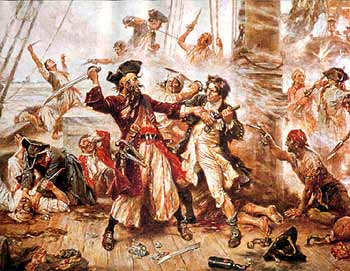
Svartskägg (Edward Teach) slåss mot löjtnant Robert Maynard.

När Granada i Emiratet av Granada föll år 1492 och hela Spanien stod återerövrat, flydde morerna till Nordafrikas kuster och bildade sig där egna stater. De var törstiga efter hämnd på Spanien och åtog sig snart att bedriva sjöröveri i Medelhavet för att hämnas på Spanien och bygga sig nya rikedomar. Barbareskstaterna i Nordafrika blev beryktade, och många europeiska länder tvingades betala skatt för att korsarerna från Nordafrika skulle lämna deras fartyg ifred (även Sverige betalade sådan skatt).
De europeiska makterna sände ut ett antal expeditioner för att stävja korsarerna, men inte förrän 1830 lyckades man undanröja hotet när Frankrike anföll och ockuperade Alger en gång för alla. Även européerna bedrev sjöröveri i Medelhavet. Främst var det johanniterriddarna på Rhodos och Malta som störde turkisk trafik på havet. År 1565 hade turkarna fått nog av sjöröveriet och utrustade en armé för att belägra och inta Malta, men kriget misslyckades och Malta fortsatte vara fritt fram till 1798 när Napoleon I erövrade ön.

### Sjöröveriets guldålder

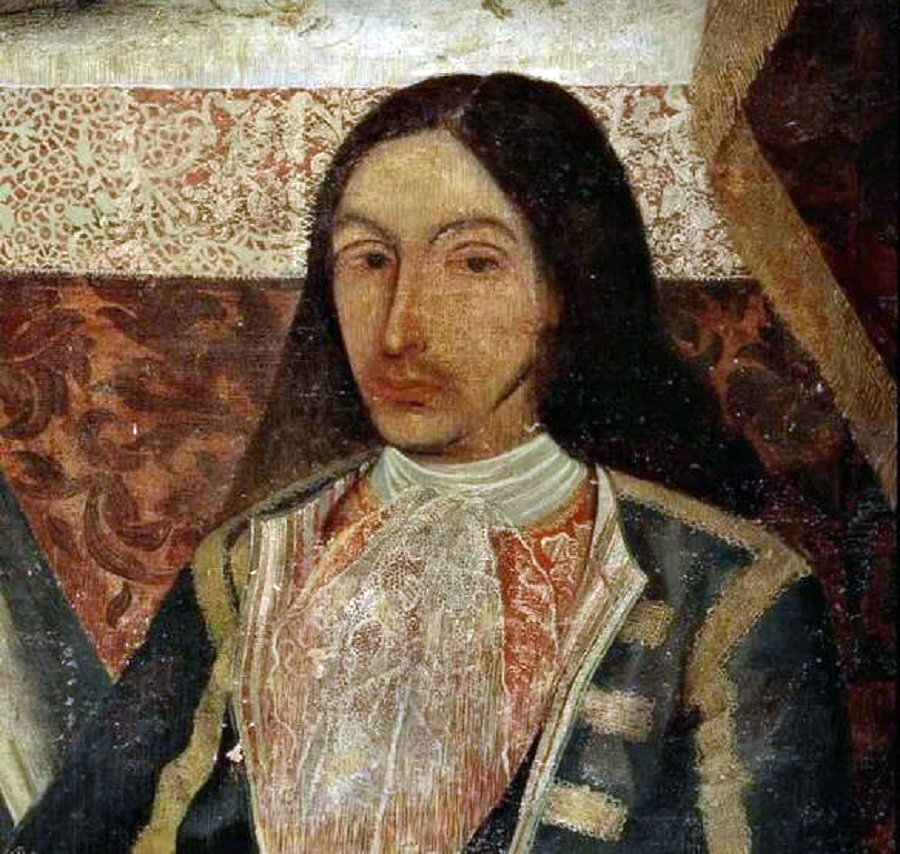
Amaro Pargo var en berömd pirat under sjöröveriets guldålder.

Sjöröveriets klassiska era inträffade under den europeiska imperialismens tid. Spanien och Portugal var de första länderna att grunda enorma kolonialvälden på andra sidan haven, främst i Amerika. I Amerika fann spanjorerna enorma rikedomar; bland annat genom att fördärva de stora indiankulturerna, grunda guldgruvor och stora plantager. De spanska städerna i nya världen växte kraftigt i rikedom under 1500-talet, och de rikedomar som transporterades hem till Spanien över havet blev lätta byten för sjörövare från främst England, Frankrike och Nederländerna. Bland tidiga sjörövare i Amerika, särskilt Karibien, kan nämnas holländaren Piet Pieterszoon Hein som plundrade utanför Kubas kust, samt Francis Drake som år 1586 plundrade Hispaniolas (nuvarande Dominikanska republiken) huvudstad och även i övrigt gjorde det spanska väldet allvarlig skada i Karibien.
Det var ett blodigt, inofficiellt krig till sjöss som utspelade sig. Spanjorerna konvojerade sina guldskepp mellan Spanien och nya världen, men sjörövarna blev allteftersom djärvare och satte själva ihop stora flottor för att attackera guldtransporterna och till och med göra räder mot de spanska städerna på öarna i Karibien och längs kusterna på det amerikanska fastlandet. Piratkriget pågick i Amerika fram till 1720-talet. Vid den tiden började kolonialmakternas militära styrka i Amerika växa; sjöfarten kunde säkras av egna reguljära militära eskadrar och det fanns inte längre någon anledning att utrusta sjörövare med kaparbrev, exempelvis. De reguljära militära styrkorna jagade slutligen bort sjörövarna från de amerikanska farvattnen.
De tidiga sjörövarna i Karibien anföll den spanska silverflottan som transporterade spanjorernas enorma byte tillbaka till Europa, och sjörövarna gjorde det som ett led i kriget mot den spanska övermakten i Europa. En av anledningarna till Spaniens krigsförklaring mot England och den spanska armadan 1588 var att en gång för alla göra slut på de engelska piraternas plundringar, så det fanns storpolitiska intressen bakom sjöröveriet. Spanjorerna såg alla utlänningar i Karibien som olagliga besökare och om utlänningar påträffades, blev de helt enkelt fängslade. Detta avskräckte dock inte, England fyllde sina skattkistor med plundrat spanskt guld, holländarna var inbegripna i frihetskrig mot Spanien och förde kriget även i nya världen, och Frankrikes hugenotter letade efter nya länder att kolonisera efter de blodiga hugenottkrigen.

### Buckanjärerna
Buckanjärerna kom från Hispaniola (den ö som idag utgörs av Haiti och Dominikanska republiken), där sjörövarna tidigt fick fäste och grundade egna små samhällen. Ordet buckanjär kommer från fransmännens på Haiti sätt att röka fisk som kallades för Boucan. Ursprungligen utgjorde buckanjärerna endast en samling jägare på Hispaniola, men benämningen fick vidare betydelse när de också började färdas längs kusterna och lägga sig till med att plundra spanska fartyg och båtar. I världshistorien talas det om buckanjärer som benämning på de pirater som kryssade i Karibien under sjöröveriets guldålder. Man kan också höra talas om flibustiärer på svenska, ett ord som också betecknar buckanjärerna.
Under 1600-talet var buckanjärerna kända för det demokratiska arrangemang under vilket de stred och levde, och det fanns klara regler. Alla som deltog i strid gjorde det av egen fri vilja, och om någon blev skadad, skulle han kompenseras. Man valde sina ledare, vilket gjorde att det alltid var de dugligaste och populära männen som fungerade som kaptener. Rovet skulle vidare delas upp rättvist efter nogsamt uppgjorda planer och regleringar. Att stjäla från en kamrat bestraffades ofta med att förövarens öron höggs av eller ibland även maronering, det vill säga att den skyldige sattes iland på en obebodd klippa och, med knappa resurser, fick klara sig bäst han kunde.
Det var med dessa buckanjärer som några av historiens mest kända piratexpeditioner utgick. Den blodtörstige kapten l'Ollonais, ledde bland annat plundringarna av städerna Maracaibo och Gibraltar och var så känd för sin enorma grymhet att till och med hans eget folk övergav honom, slutligen, och han strandsattes, infångades av indianer och dog i deras våld. Den störste av Karibiens pirater var dock Henry Morgan. Denne ledde framgångsrika expeditioner till Sydamerikas nordkust. År 1671 samlade han Karibiens största piratflotta; 37 fartyg med 1800 stridande pirater ombord, och seglade mot Panama. Piraterna intog Portobelo vid kusten och marscherade inåt land, varvid man utkämpade ett regelrätt fältslag mot de spanska trupperna som skyddade Panama. Staden intogs och plundrades. Henry Morgan drog sig sedermera tillbaka som en rik man och levde ut sina dagar på Jamaica, han adlades och blev guvernör.

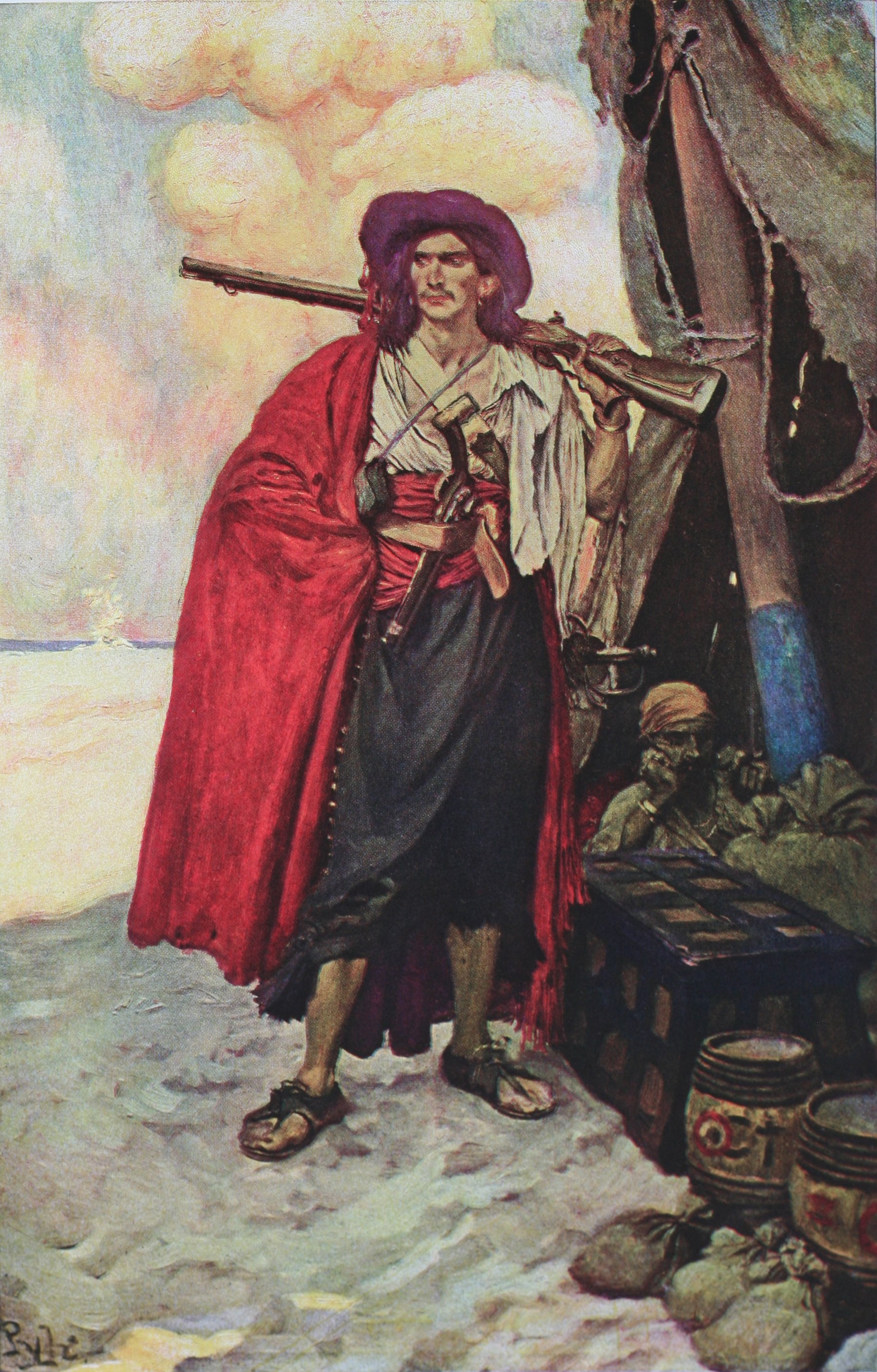
Den klassiska bilden av en sjörövare. Illustration av Howard Pyle.

Under 1600-talets sista decennier avtog sjöröveriet i Karibien och den gyllene eran gick mot sitt slut. De europeiska stormakterna var då så pass resursrika att de kunde utrusta egna militära eskadrar i Karibien och det fanns inte längre något behov av sjörövarna som privata krigare mot Spanien. De militära styrkorna sopade rent farvattnen från piraterna och dessa sökte sig andra marknader istället. Exempelvis tog de sig till Afrikas kuster och Indiska oceanen där sjöröveriet blommade upp i början av 1700-talet. Där var det brittiska sjörövare som stod för det mesta, män som Bartholomew Roberts. En sista lämning av de gamla buckanjärerna var kapten William Kidd, som otursförföljd kapade i amerikanska farvatten och slutligen avrättades i London år 1701, och kapten Svartskägg, som talande nog föll i strid mot reguljära militärer som jagade ner honom år 1718. Svartskäggs omtalade grymhet var dock mest en fråga om ryktesspridning och rent ut sagt god marknadsföring från hans egen sida.

### Stora nordiska kriget
Under det stora nordiska kriget ägnade sig även svenskarna åt ren kaparverksamhet. Medan Karl XII höll till i Bender, var förhållandena i hemlandet svåra och man kämpade mot en övermakt av allierade. Lars Gathenhielm (Lasse i gatan) utrustade en eskader i Göteborg som mellan 1710 och 1718 bedrev ett framgångsrikt kaparkrig mot Danmark i Nordsjön och dansk/norska farvatten.

### Napoleonkrigen
Sjöröveriet i Atlanten och längs Amerikas kuster avtog allteftersom. Under napoleonkrigen i början av 1800-talet uppblomstrade kapningarna i Västindien ånyo och bland annat den svenska koloniön Saint-Barthélemy blev som neutral hamn en viktig sjörövarbas. Britterna övertog dock sedermera ön för att stävja sjöröveriet som utgick därifrån.

### Sjöröveri i modern tid

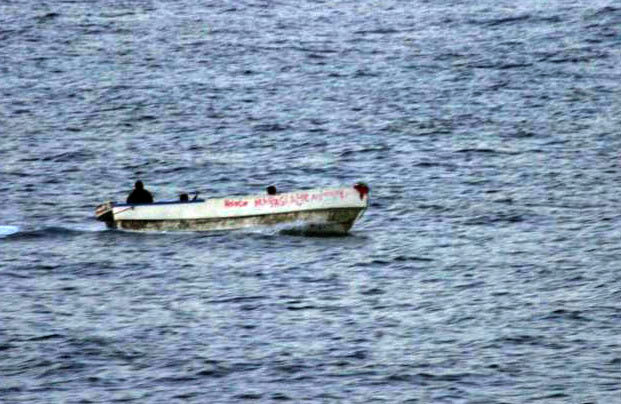
Pirater utanför Somalias kust.

Sjöröveriet har inte försvunnit, trots att det är i internationell lag förbjudet sedan mitten av 1800-talet. Under hela 1900-talet infekterades speciellt Persiska viken, sydostasiatiska och östafrikanska farvatten av pirater. De moderna piraterna ger sig på handelsfartyg, men även nöjesbåtar, och har på senare tid engagerat stora flottstyrkor exempelvis vid Somalias kuster där pirater som opererar i småbåtar och beväpnar sig med handeldvapen har orsakat frakttrafiken i området stor skada och dessutom har uppnått stora rubriker i världspressen. Andra tillhåll för pirater i våra dagar är Nigeria och Indonesien.

## Utdrag från pirathistorien

### Kvinnliga pirater

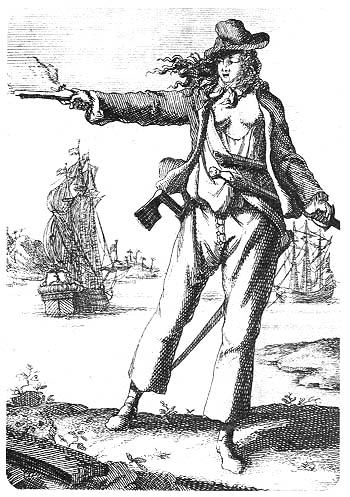
Anne Bonny, en av de kändaste men även mest fiktionaliserade kvinnliga piraterna i historisk litteratur, varför hon avbildats barbröstad ovan.

Kvinnliga pirater hörde till undantagen men har förekommit vida genom historien. Ching Shih (1775–1844) anses vara den mest framgångsrika piraten i världshistorien.[källa behövs] Hon gifte sig med en sjörövare och fick efter dennes död befälet över dess piratflotta. Hon kommenderade över 20 000-40 000 pirater fördelade över hundratals fartyg.
De romerska krigen mot Illyrien (220-talet f.Kr.) före det andra puniska kriget, utkämpades mot en drottning som regerade Illyrien, Teuta, och som sände ut sjörövarexpeditioner som allvarligt skadade romersk sjöfart.
Gotiska prinsessan Alfhilda ska ha ägnat sig åt sjöröveri på Östersjön. Lady Killigrew ska 1582 ha kapat ett tyskt fartyg vid Falmouth. Gustav Vasas dotter Cecilia Vasa finansierade en egen privat flotta för att bedriva kapning. Detta var då ett sätt att dryga ut hushållskassan, då man bordade och plundrade utländska fartyg. 
De två kändaste kvinnliga sjörövarna är Mary Read och Anne Bonny, vilka sägs ha varit matroser under John Rackham. Anne ska ha hjälpt Rackham stjäla en slup i Nassau och med den plundrade de och härjade i Västindien. Slupen blev taget av britterna 1720. När besättningen infångades undslapp de två kvinnorna dödsstraff eftersom de var gravida. "Om du hade slagits som en man hade du sluppit dö som en hund" lär Anne Bonney ha sagt till sin man som fördes till hängning.

### Piratflaggan

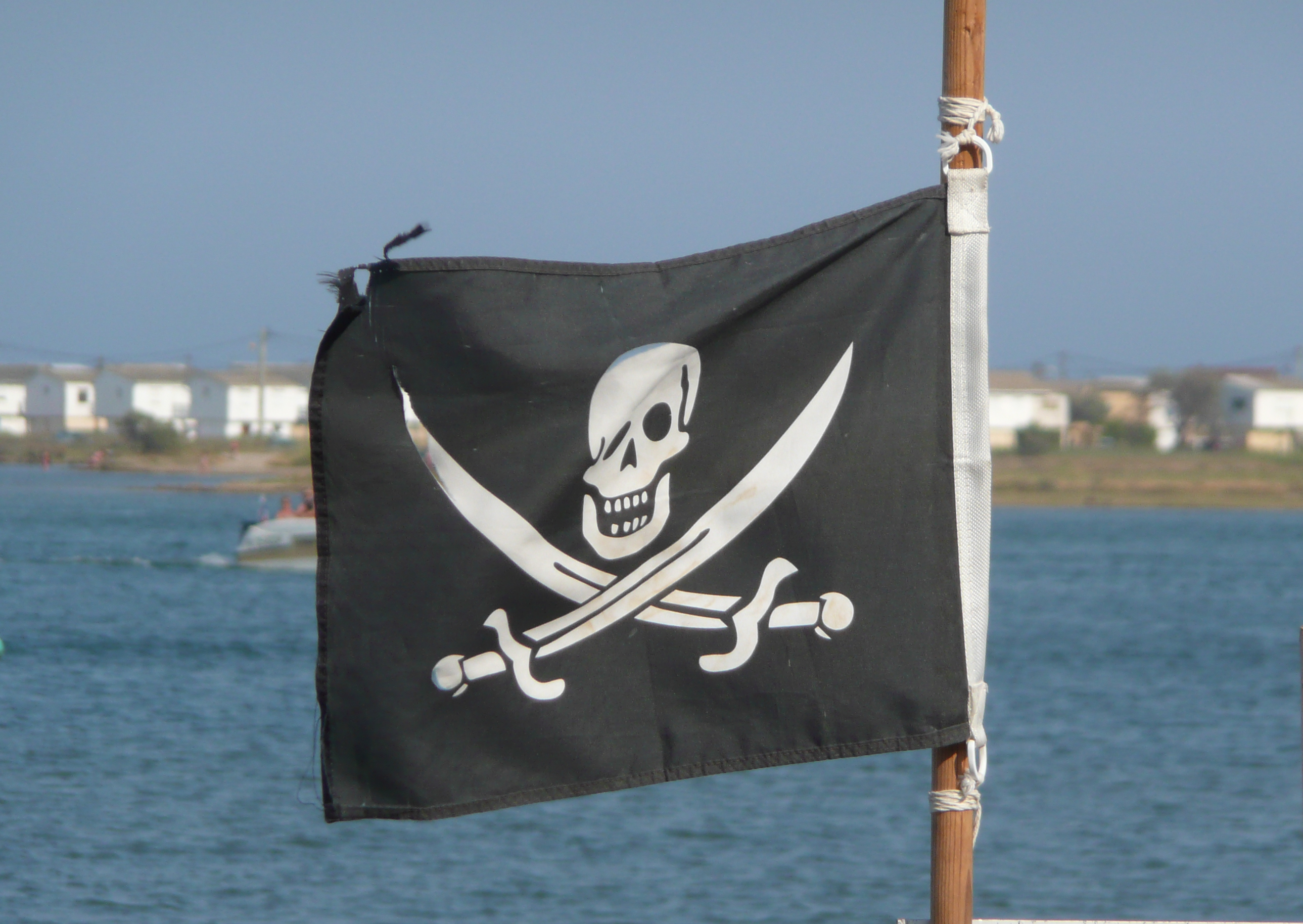
Piratflagga i bruk

Piratflaggan var kanske den mest berömda sjörövarsymbolen. Sjörövarna under 1600- och 1700-talen utformade sina egna flaggmotiv och blev igenkända genom dem. Piraterna använde flaggan som signalflagga i syfte att sätta skräck i sina offer och samtidigt för att visa vem piratkaptenen var. Varifrån namnet Jolly Roger kom har historiker många teorier om. Den mest troliga är att basfärgen i flaggan ursprungligen var röd (från franskans jolie rouge – vackert röd). En annan teori är att flaggan uppkallades efter den sicilianske kungen Roger II som levde under korstågstiden.
Piraten Edward England var den som använde det kanske mest kända motivet av alla: en dödskalle med två benknotor under, mot en svart bakgrund, vilket starkt förknippas med Jolly Roger. Alla piratkaptener hade dock sina egna flaggmotiv och dessa var viktiga statussymboler. Vanliga motiv var djävlar, benknotor, svärd och skelett. Timglaset var också en vanligt förekommande symbol som markerade det faktum att fiendernas timma var slagen.
Exempel på andra varianter är kapten Edward Teachs - Svartskäggs - flagga som mot en svart bakgrund visade djävulens skelett som med en pil hackade på ett blödande hjärta. Kapten John Rackhams svarta flagga hade en dödskalle med två korsade svärd under. När ett piratfartyg hissade en blodröd vimpel i masten och gick till anfall betydde det att de inte tog några fångar och inte väntade sig någon nåd heller. Vimpeln förebådade alltid en dödlig strid.

### Några berömda pirater och kapare
(i kronologisk ordning)
- Klaus Störtebeker, pirat i Nordsjön runt år 1400.
- Sir Francis Drake, engelsk sjöhjälte som deltog i krigen mot Spanien på 1500-talet.
- John Hawkins, engelsk slavhandlare och pirat, Atlanten och Sydamerika, 1500-talet.
- Murat Rais d.ä., barbareskpirat i Medelhavet, 1500-talet.
- Piet Pieterszoon Hein, holländsk kapare i Karibien, tidigt 1600-tal.
- Amaro Pargo, spansk pirat från sjöröveriets guldålder.
- François l'Ollonais, fransk pirat i Karibien i mitten av 1600-talet.
- Henry Morgan, engelsman som plundrade Panama 1671.
- Svartskägg (Edward Teach), engelsman med bas i Bahamas, stupade i strid 1718.
- Kapten Kidd (William Kidd), engelsman som plundrade i amerikanska farvatten under tidigt 1700-tal.
- Bartholomew Roberts, engelsman som plundrade i amerikanska och afrikanska farvatten. Tidigt 1700-tal.
- John Rackham (alias Calico Jack), engelsk sjörövare som hade Mary Read och Anne Bonny ombord. 1700-tal.
- Lars Gathenhielm, svensk kapare under stora nordiska kriget.
- Robert Surcouf, fransk kapare i Ostindien under napoleonkrigen.
- Jean Lafitte, amerikansk sjöhjälte som deltog i 1812 års krig.
- Samuel Bellamy, brittisk pirat, Cape Cod runt 1717.
- Ching Shih, kinesisk pirat som stred mot brittiska imperiet, portugisiska imperiet såväl som Qingdynastin. Hon anses ha varit den mest framgångsrika piraten genom tiderna.[24][7]

## Pirater i populärkulturen

Sjörövare som de oftast brukar framställas i sagor. Försedd med lapp för ögat, träben, papegoja, mössa med Jolly Roger avbildad, glugg mellan tänderna, skägg och ena handen ersatt med en krok. Att piraterna för det mesta bär 1700-talskläder beror på att sjöröveri var ett stort problem under Ost- och Västindiska kompaniernas tid, och presenterades så av samtida författare och illustratörer.

Pirater har varit ett vanligt tema i populärkulturen där företeelsen ofta är behäftat med vissa klichéartade föreställningar vad gäller klädsel, ordval och beteende – vissa helt uppdiktade. "Nästan alla våra föreställningar om deras beteende härstammar från guldåldern för pirathistorier, som nådde sin absoluta kulmen 1881 med Robert Louis Stevensons berättelse om Skattkammarön."
Ungefär samtida med Skattkammarön var Gilbert och Sullivans mycket populära komiska operett The Pirates of Penzance från 1879. Vissa påståenden om piratkulturen, exempelvis "att gå på plankan" spreds bland annat via J. M. Barries roman om Peter Pan och Kapten Krok.
Robert Newtons porträtt av Long John Silver i Walt Disneys version av Skattkammarön från 1950 hjälpte också till att definiera den moderna versionen av pirater, vilket även omfattade föreställningar om deras sätt att prata. Newton brukade en överdriven version av den Dorset-dialekt han vuxit upp med i sin tolkning, vilken ofta kommit att imiteras. I Bertolt Brechts och Kurt Weills Tolvskillingsoperan förekommer stycket Sjörövar-Jenny (Die Seeräuber-Jenny). Sjörövar-Jenny förekommer också som karaktär i Nationalteaterns pjäs Kåldolmar och kalsipper från 1975.
Flera stora serieskapare har också porträtterat sjörövare. Berättelsen om Fantomen tar sin början 1536 då Singhpirater angriper ett brittiskt fartyg. Den enda överlevande är Christopher Walker som flyter iland i Bengalibukten där han tas omhand av ett pygméfolk och blir till den första Fantomen. Ett gäng med sjörövare är också återkommande karaktärer i serien om Asterix och Obelix och i de två Tintinalbumen Enhörningens hemlighet och Rackham den Rödes skatt förekommer piratkaptenen Rackham den Röde som är baserad på den brittiske piraten Jack Rackham som hängdes på Jamaica 1720. Andra mer samtida influenser kommer från filmer som Sinbad the Sailor, filmserien Pirates of the Caribbean och tv-serien Black Sails.
I science fiction förekommer också pirater, bland annat rymdpirater.